# 潭子交流道 (台74線)
潭子交流道為臺灣台74線的交流道，指標為18K，連接道路為中山路（台3線），為通往潭子科技產業園區之主要交流道。
|  | 18 潭子 |  | 潭子區中山路 |

## 周邊設施與景點
- 潭子車站（ 臺灣鐵路臺中線）
- 頭家厝車站（ 臺灣鐵路臺中線）
- 北屯總站（臺中捷運 綠線）
- 捷運總站夜市

## 外部連結
- 台74線潭子交流道示意圖 （页面存档备份，存于）（交通部公路總局）